# بول هيندريكس
بول هيندريكس (بالإنجليزية: Paul Hendricks)‏ هو كاهن كاثوليكي بريطاني، ولد في 18 مارس 1956 في لندن في المملكة المتحدة.